# Palisade

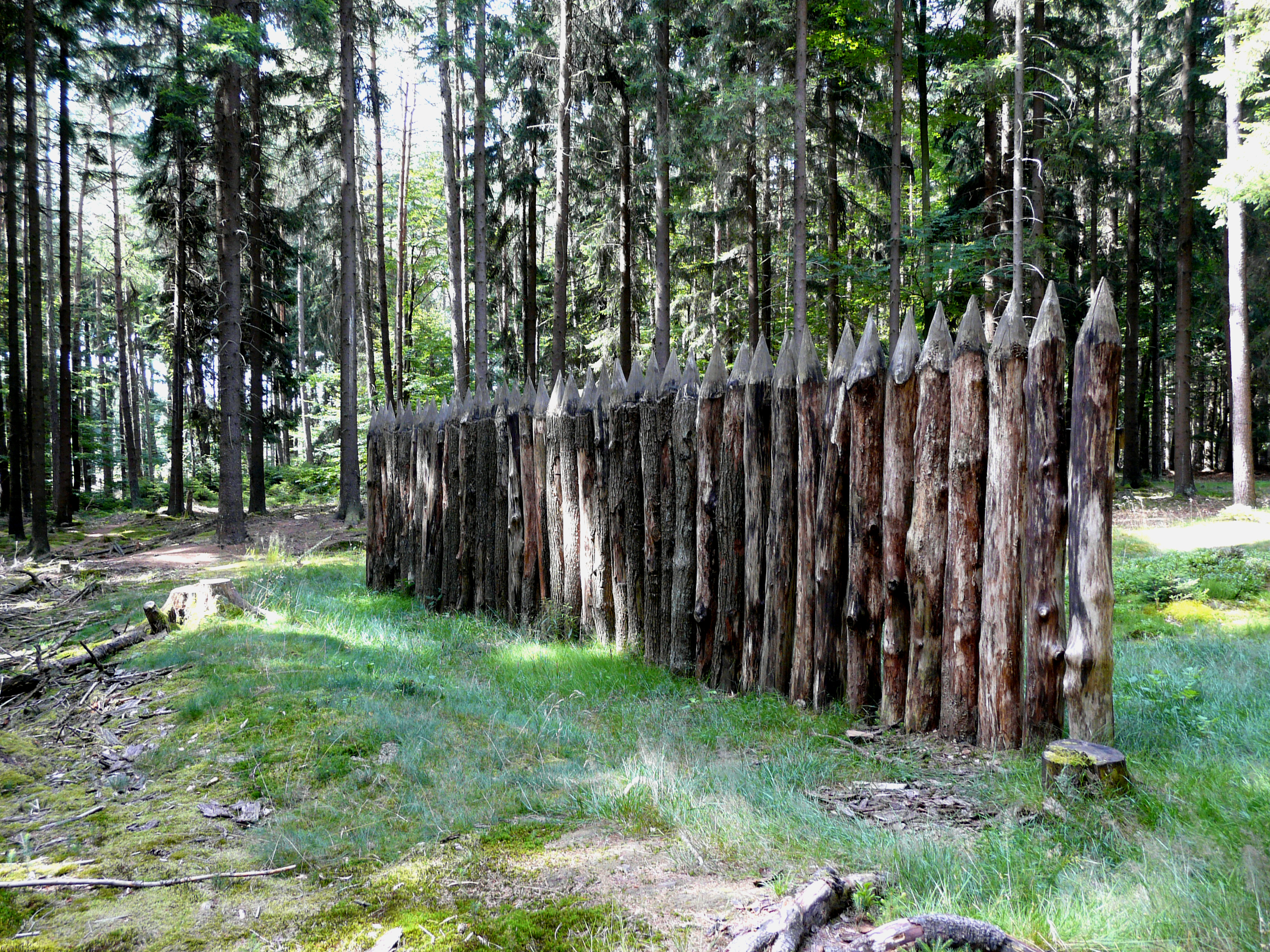
Rekonstruktion einer Palisade aus der Zeit des Römischen Reiches

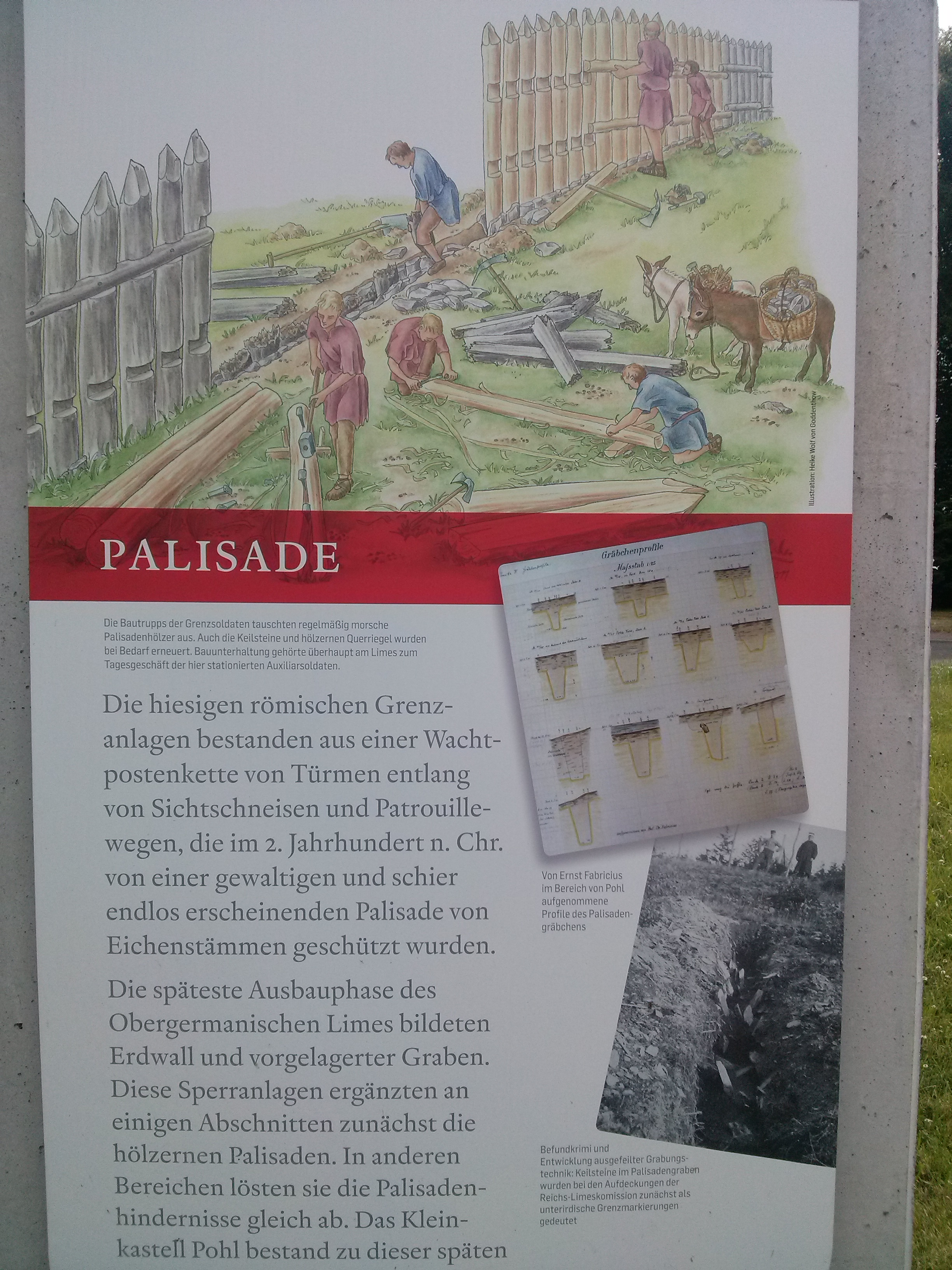
Errichtung einer Palisade durch römische Soldaten

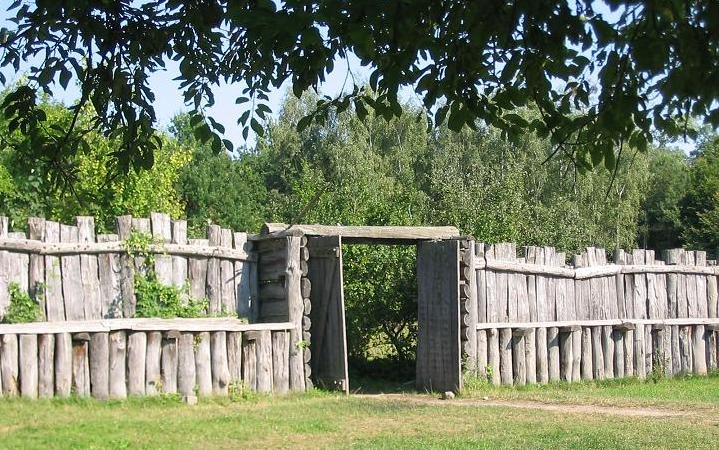
Rekonstruktion einer mittelalterlichen Palisade im Museumsdorf Düppel

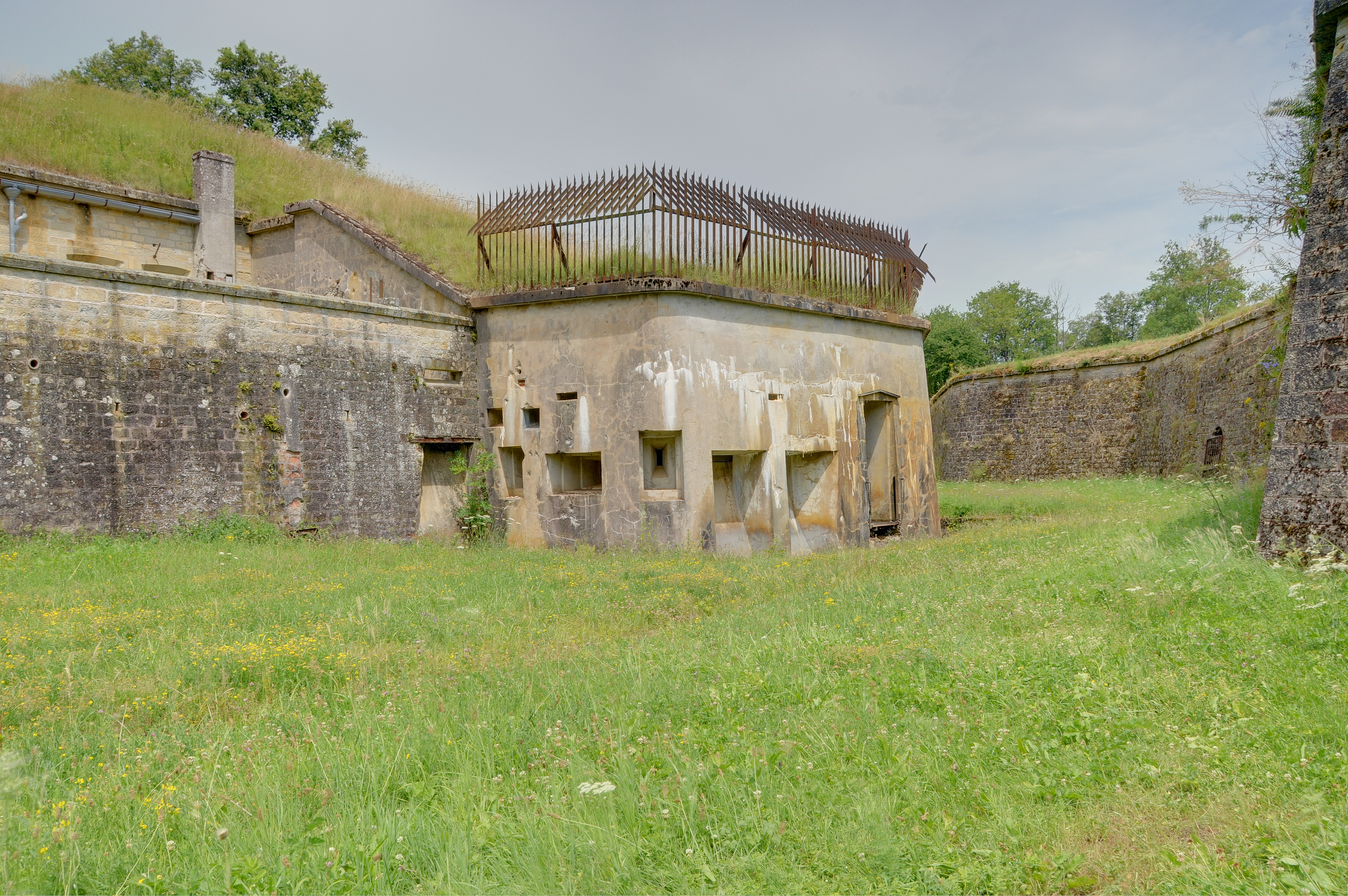
Eiserne Palisade auf der Kaponniere von Fort d’Uxegney

Palisaden sind 20–30 cm starke, 3–4 m lange, oben teilweise zugespitzte Pfähle. Sie werden mit Zwischenräumen von 6–8 cm etwa einen Meter tief eingegraben und in der Erde durch eine Grundschwelle, am oberen Ende durch eine aufgenagelte Latte verbunden.
Der Begriff aus dem französischen Wort palissade löste seit dem späten 16. Jahrhundert zunehmend die bis dahin gleichbedeutende Bezeichnung „Bollwerk“ (d. h. Bohlenwerk) ab.

## Geschichte
Lange bevor Palisaden der militärischen Befestigung dienten, waren sie reine Annäherungshindernisse die, wie auch Chevaux de Fries, im Sinne eines Temenos Kultplätze vor profanem Zugang beziehungsweise vor Einsicht schützten. 
Später, beginnend mit der Bronzezeit, sollten sie gegen feindlichen Beschuss decken und die eigene Abwehr vereinfachen. Man setzte je drei Hölzer dicht nebeneinander und ließ dann eine Lücke von 8 bis 10 cm, die bis zur Anschlagshöhe durch eine schwächere Brustpalisade gefüllt wurde.
Zur Deckung gegen Beschuss schüttete man Erde von außen gegen die Palisade bis zur Schießschartenhöhe. Der dadurch gebildete Spitzgraben erschwerte zugleich die Benutzung der Scharten von außen. Verteidigungspalisaden nutzte man zum Schutz der Kehle offener Feldwerke, bei der Ortsverteidigung, ja selbst im freien Feld in Gestalt von runden, sogenannten Tambours, etwa zur Deckung einzelner Feldwachen gegen Überfall durch Kavallerie. Im Orient trifft man oft auf Ortsbefestigungen, bei denen Palisaden die äußere Brustwehrböschung bilden und ein Erdwall dahinter angeschüttet ist, die sogenannte Palanke.

## Hakelwerk
In West- und Ostpreußen sowie im Baltikum wurden starke Palisadenanlagen, die – anstelle einer Stadtmauer – eine Kleinstadt umgaben, als „Hakelwerk“ bezeichnet. Als pars pro toto stand der Begriff „Hakelwerk“ im Spätmittelalter und in der Frühen Neuzeit auch für die derart geschützte Kleinstadt selbst.

## Palisaden im Landschaftsbau
Seit den 1970er Jahren werden Palisaden im Landschaftsbau verwendet. Sie dienen meist dem Abfangen von Böschungen bzw. kleineren Hängen und/oder der Beet- bzw. Wegeeinfassung. Seltener ist die Verwendung als freistehende Wand, beispielsweise als Sichtschutz. Im eingebauten Zustand sind solche „Wände“ in der Regel nicht höher als 2–3 m.
Heute werden für Palisaden in der Regel kesseldruckimprägnierte Rundhölzer, runde und eckige Beton- sowie Natursteinpfosten verwendet.
Eine optimale Möglichkeit der Befestigung im Erdboden besteht durch die Verwendung von Magerbeton.
Früher wurden gerne die mit Steinkohlenteeröl (Carbolineum) imprägnierten Holzschwellen aus dem Bahnbetrieb verwendet. Sie dürfen aufgrund ihrer krebserregenden Auswaschungen jedoch nicht mehr eingesetzt werden und müssen als Sondermüll entsorgt werden.
Ende des 19. Jahrhunderts wurden Palisaden für den Küstenschutz verwendet; sie wurden jedoch bald durch Mauern aus Stein oder Beton ersetzt. Ein Stück Palisadenwand für den Strandschutz ist auf der ostfriesischen Insel Baltrum noch erhalten.

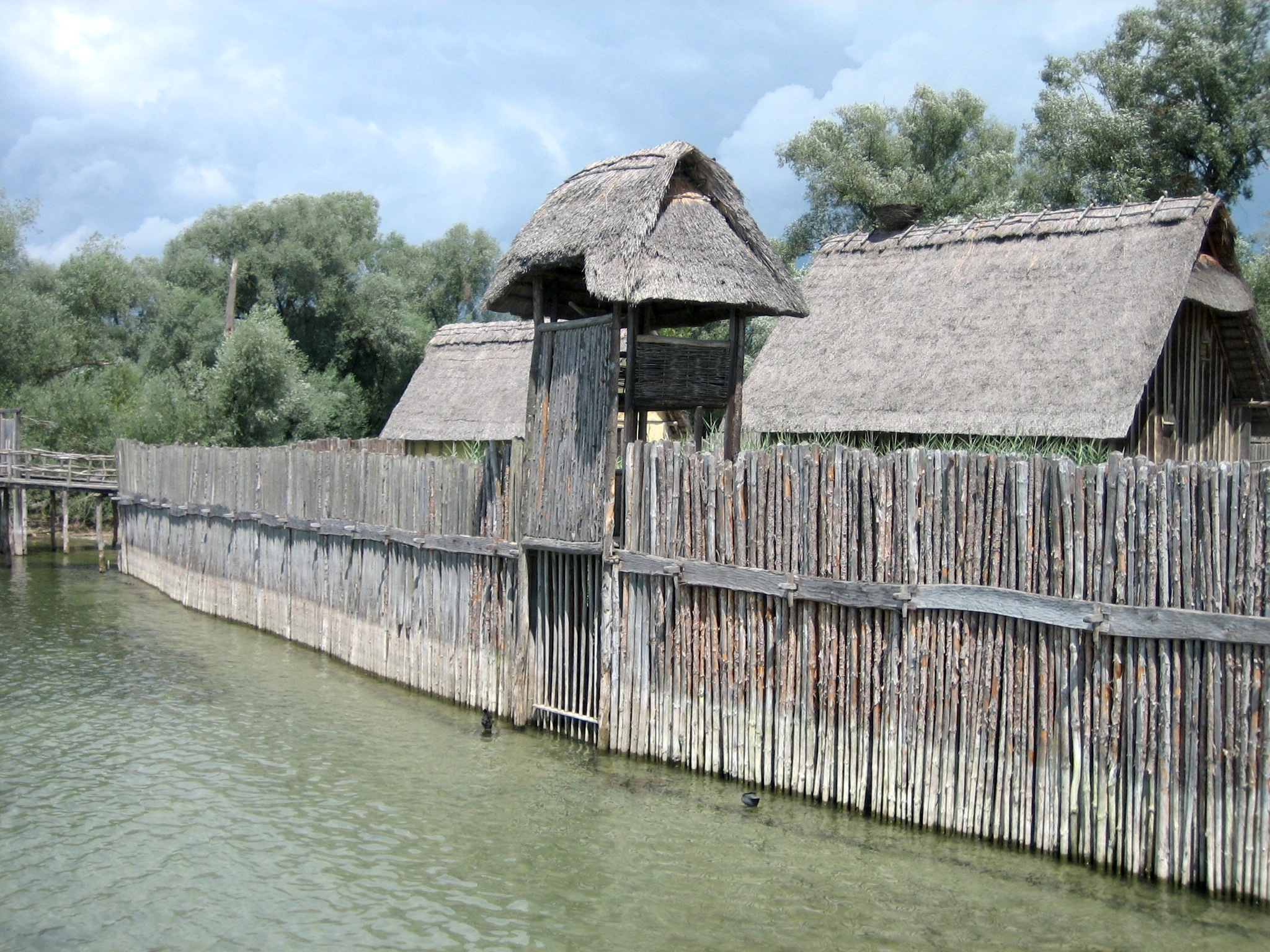
Palisade im Pfahlbaumuseum Unteruhldingen
Betonpalisade mit Hohlkehle
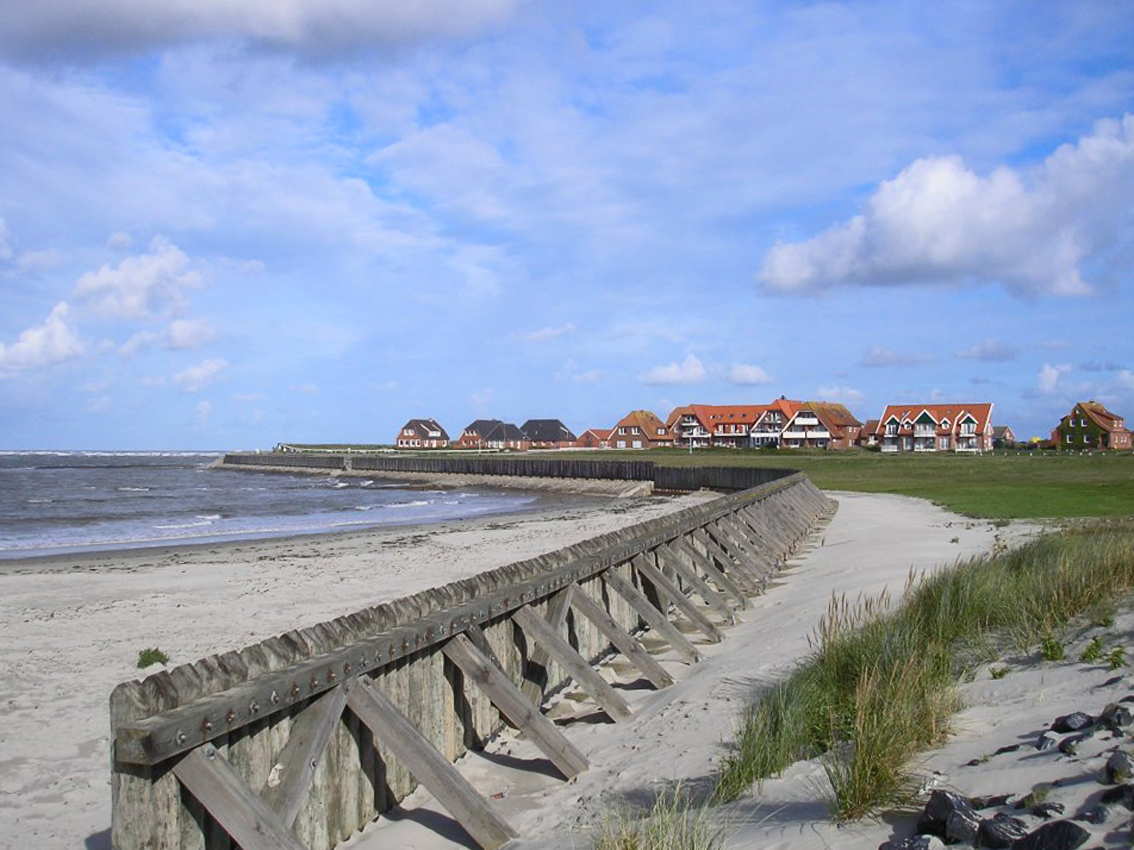
Palisaden für den Küstenschutz auf Baltrum